# Bonne nuit Donald
Pour les articles homonymes, voir Early to Bed.
Série Donald Duck
Pour plus de détails, voir Fiche technique et Distribution.
Bonne nuit Donald (Early to Bed) est un court métrage d'animation américain des studios Disney mettant en scène Donald Duck et sorti le 11 juillet 1941.

## Synopsis
L'environnement de Donald semble s'être ligué pour l'empêcher de dormir...

## Fiche technique
- Titre original : Early to Bed
- Titre français : Bonne nuit Donald
- Série : Donald Duck
- Réalisation : Jack King
- Scénario : Carl Barks, Chuck Couch et Jack Hannah
- Animation : Paul Allen, Jim Armstrong, Ed Love
- Musique :
- Production : Walt Disney
- Société de production : Walt Disney Productions
- Société de distribution : RKO Radio Pictures
- Format : Couleur (Technicolor) - 1,37:1 - Son mono (RCA Sound System)
- Durée : 8 min
- Langue : Anglais
- Pays :  États-Unis
- Dates de sortie : 
  - États-Unis : 11 juillet 1941[1]

## Voix originales
- Clarence Nash : Donald Duck

## Voix françaises
- Sylvain Caruso : Donald Duck

## Titre en différentes langues
D'après IMDb :
- Suède : Kalle Anka  vill ha nattro, Kalle Ankas  sömnproblem

## Sorties DVD
- Les Trésors de Walt Disney : Donald de A à  Z,  1re partie (1934-1941).